# ムーアサイド組曲
『ムーアサイド組曲』（A Moorside Suite）H.173は、グスターヴ・ホルストの作曲した英国式ブラスバンドのための作品。

## 概要
1927年、全英ブラスバンド選手権大会の決勝における課題曲（Test Piece）としてBBCと大会委員会から委嘱されて作曲された。翌1928年9月29日に水晶宮で行われた選手権大会で初演された作品は好評を博し、エドワード・エルガーの『セヴァーン組曲』、レイフ・ヴォーン・ウィリアムズの序曲『ヘンリー五世』などと並び、初期の英国式ブラスバンド作品を代表するものの一つとして知られる。
選手権の審査にも参加したホルストはこの曲の演奏を15回聴くこととなったが、高い水準の演奏を喜び、主催のジョン・ヘンリー・アイルズ（John Henry Iles）に称賛の手紙を送ってもいる。この大会で優勝したのがブラック・ダイク・ミルズ・バンド（指揮：ウィリアム・ハリウェル）だった。
異なる編成への編曲が多い作品でもあり、ホルスト自身による弦楽合奏編曲（1932年）と吹奏楽編曲（未完、第2楽章38小節目まで）のほか、ゴードン・ジェイコブによる管弦楽編曲（1952年）と吹奏楽編曲（第3楽章のみ『ムーアサイド行進曲』（Moorside March）として1960年に出版）、デニス・ライト（Denis Wright）による吹奏楽編曲（1937年、1983年発見）などが存在する。

## 楽曲構成
全3楽章からなり、演奏時間は約13分。『吹奏楽のための第二組曲』のように実際の民謡を用いてはいないが、民謡の語法からの影響を採り入れている。
1. スケルツォ（Scherzo）
アレグロ、変ロ短調（ドリア旋法）、6/8拍子。『セント・ポール組曲』の第1楽章を思わせるジーグ風のスケルツォで、コルネットに現れた主題がその後カノンとなる。変ロ長調のトリオでは、スケルツォ部から取られたファンファーレ動機の上に和声的な旋律が歌われる。
2. 夜想曲（Nocturne）
アダージョ、ヘ短調（エオリア旋法）、4/4拍子。二部形式。抒情的な緩徐楽章。コルネットの独奏で始まり、フリューゲルホルンとテナーホーンがそれに応える。ハ長調となると、コラールがバンド全体の最弱奏で厳かに奏される。この二つが繰り返され、最後に独奏群が残って静かに終わる。
3. 行進曲（March）
アレグロ、変ロ短調、2/2拍子。『第一組曲』の行進曲と同様に、力強い行進曲となだらかな変ロ長調のトリオが対比される。なお、導入部の最後にはマザー・グースの中でも最古層とされる「コオル老王」の結びが引用されている。